# جی سیتی (ایندیانا)
جی سیتی (به انگلیسی: Jay City) یک منطقهٔ مسکونی در ایالات متحده آمریکا است که در ایندیانا واقع شده‌است. جی سیتی ۲۵۶٫۹۵ متر بالاتر از سطح دریا قرار دارد.